# Světový pochod za mír a nenásilí
Světový pochod za mír a nenásilí je chystaná šňůra akcí, které proběhnou na konci roku 2009 postupně ve stovkách měst po celém světě s cílem zvýšit povědomí o potřebě míru a nenásilí ve světě. Světový pochod začne 2. října 2009 na Novém Zélandu a skončí 2. ledna 2010 v Argentině.

## Požadavky pochodu
- Odmítnutí a odstranění násilí všech forem
- Globální jaderné odzbrojení
- Okamžité stažení vojsk z okupačních území
- Postupné a proporční snížení počtu konvenčních zbraní
- Podpisy mezinárodních smluv o neútočení
- Dosažení toho, aby se vlády států zřekly války jako platného způsobu řešení konfliktů

## Trasa pochodu
Světový pochod začne na Novém Zélandu 2. října 2009, v den výročí narození Mahatmy Gándhího, v den, který OSN vyhlásila “Mezinárodním dnem nenásilí”.
Zakončen bude v Andách, na místě zvaném Punta de Vacas, na úpatí hory Aconcagua v Argentině, 2. ledna 2010.
Během těchto tří měsíců projde všemi klimaty a ročními obdobími, od horkého léta tropů a pouští po sibiřskou zimu. Celou trasu absolvuje skupina asi 100 lidí různých národností a vyznání.

## Organizátoři
Světový pochod za mír a nenásilí iniciovala mezinárodní humanistická organizace Svět bez válek. V České republice se kromě Humanistického hnutí na přípravě podílejí organizace ADRA, AFS Mezikulturní programy, Česko proti chudobě, Český helsinský výbor, EDUCON, Ekumenická akademie, Gender Studies, Greenpeace, Neziskovky.cz, OPIM, ORPA a Poradna pro uprchlíky.

## Podpora osobností
Světový pochod podporuje řada významných světových i českých osobností, umělců, sportovců, politiků, držitelů Nobelových cen, organizací, institucí či škol. 
Ze světových osobností například:
- Dalajláma, tibetský duchovní vůdce a nositel Nobelovy ceny míru
- Desmond Tutu, jihoafrický duchovní a nositel Nobelovy ceny míru
- Adolfo Pérez Esquivel, držitel Nobelovy ceny míru
- José Saramago, spisovatel a novinář, nositel Nobelovy ceny za literaturu
- Rigoberta Menchú Tum, nositelka Nobelovy ceny míru
- Jimmy Carter, bývalý prezident USA a nositel Nobelovy ceny míru
- José Ramon-Horta, nositel Nobelovy ceny míru, prezident Východního Timoru
- Michelle Bachelet, prezidentka Chile
- Cristina Fernández de Kirchner, prezidentka Argentiny
- Stjepan Mesić, prezident Chorvatska
- Arun Gandhí, vnuk Mahátmy Gándhího
- Ashin Sopaka, buddhistický mnich a zakladatel Hnutí pro mír a svobodu v Barmě
- Bryan Adams, zpěvák
- Yoko Ono, umělkyně a vdova po Johnu Lennonovi
- Lou Reed, hudebník
- Art Garfunkel, zpěvák

Z českých osobností například:
- Helena Třeštíková, režisérka
- Radka Kocurová, modelka a moderátorka
- Zdeněk Troška, režisér
- Rudolf Hrušínský, herec
- Jana Švandová, herečka
- Lucie Váchová, Miss České republiky 2003
- Milan Šteindler, komik
- David Vávra, komik
- Olga Sommerová, filmová dokumentaristka

## Z médií
- Českobudějovický deník: Světový pochod za mír se chystá i v krajské metropoli
- Reportáž na chilské CNN (španělsky) - CNN Chille: Mundo sin guerras recorrerá el planeta
- Rozhovor CNN s  Federicem M. Zaragozou, bývalým ředitelem UNESCO, který podpořil Světový pochod (španělsky) - CNN: Marcha Mundial por la Paz y la No violencia Comentario CNN Federico Mayor Zaragoza
- Televize Caracol, jedna ze tří největších stanic v Americe, bude pravidelně informovat o pochodu - Caracol TV and World Without Wars establish agreement